# Ionescuellum carpaticum
Ionescuellum carpaticum este o specie de proture din familia Hesperentomidae⁠(d). Specia poate fi întâlnită în Europa, inclusiv în România, și Asia de Nord (cu excepția Chinei).  